# Bayerwald-Ticket
Das Bayerwald-Ticket ist ein 1999 eingeführtes Verbundtarifangebot in den Landkreisen Regen, Freyung-Grafenau und Lam im Landkreis Cham im Bayerischen Wald für den Bus- und Bahnverkehr. Bis 2003 galt es in der Sommersaison zwischen Mai und Oktober, seit dem Jahr 2004 ganzjährig. Es ist Teil des Nationalparkverkehrskonzepts Bayerischer Wald.

## Geschichte
Das Bayerwald-Ticket entstand als gemeinsames Tarifangebot der Betreiber verschiedener touristisch ausgerichteter ÖPNV-Netze.
So wurde im Jahr 1995 zwischen den Nationalparkgemeinden Spiegelau, Grafenau, Neuschönau und Mauth in der Sommersaison von Mai bis Oktober ein dichtes, tägliches Busliniensystem für Wanderer, die sogenannten Igelbusse eingerichtet.
Im Jahre 1997 übernahm die Regentalbahn unter der Markenbezeichnung Waldbahn die Betriebsdurchführung auf der Bahnstrecke  Plattling–Zwiesel–Bayerisch Eisenstein sowie den beiden Zweigstrecken nach Bodenmais und Grafenau. Anschließend wurden die Strecken erneuert, es wurden neue Fahrzeuge beschafft und im Jahr 2003 ein Taktverkehr auf allen drei Strecken eingerichtet. 
Rund um  Zwiesel herum gibt es mit den Falkensteinbussen auf zwei Linien ein ähnliches Buskonzept wie im südlichen Bayerischen Wald. Dieses System wurde im Jahr ebenfalls in die Igelbusse integriert.
Um die Nutzung dieser drei Verkehrssysteme sowie der Regionalbuslinien bequemer und einfacher zu machen, bemühte man sich um eine Tarifkooperation. Von Seiten des Landkreises Regen koordinierte die Projektstelle Nationalpark-Verkehrskonzept diese Bemühungen, von Seiten der Betreiber eine Tarifgemeinschaft unter Vorsitz der Regionalbus Ostbayern. Dieses Angebot wurde zusätzlich flankiert durch ein gemeinsames Fahrplanheft. Zunächst wurde dieses Angebot lediglich in der Saison der Igelbuslinien angeboten. 
Nachdem diese auch auf die Wintersaison ausgedehnt wurde, wurde das Ticket ab 2004 ganzjährig angeboten. Seitdem wird ebenso zusätzlich ein Winterfahrplanfaltblatt angeboten.
Im Jahr 2010 wurde aufbauend auf dem Bayerwald-Ticket das „Gästeservice Umweltticket“ eingeführt. Bei diesem gilt die Gästekarte teilnehmender Gemeinden als dem Bayerwald-Ticket entsprechende Fahrkarte während des Urlaubaufenthalts. Die Verkaufszahlen gingen daraufhin um ein Drittel zurück.

Gemeinden, die das GUTi (grün) bzw. die VLC-Gästekarte (gelb) eingeführt haben (Stand 1. Januar 2013)

Ab dem 28. April 2012 gilt auch bei der Ilztalbahn GmbH das Bayerwald-Ticket auf der Bahnstrecke Freyung–Röhrnbach.

## Tarif
Der Preis dieses Tickets beträgt 10 Euro pro Tag (Stand 2023) und umfasst die Bus- und Bahn-Linien der zwei genannten Landkreise Regen und Freyung-Grafenau sowie die Bahnstrecke der Oberpfalzbahn zwischen Bad Kötzting und Lam im Landkreis Cham. Das Zusatzangebot Bayerwald-Ticket-plus zum Preis von 14 Euro war bis zum 15. Dezember 2013 erhältlich und galt auch auf der Bahnstrecke zwischen Gotteszell und Plattling im Landkreis Deggendorf. Es wurde ebenso wie ein zeitweilig angebotenes Familienticket wieder eingestellt. Auf der Strecke Gotteszell–Plattling gibt es seitdem ein Anschlussticket der Waldbahn. 

## Tarifgemeinschaft
An der Tarifgemeinschaft Bayerwald-Ticket nehmen folgende Unternehmen teil:
- Regionalbus Ostbayern (RBO)
- Waldbahn
- Regentalbahn
- Verkehrsunternehmen Lambürger
- Bodenmaiser Verkehrsbetrieb Wenzl
- Linienbusse von FRGmobil (Unternehmen Brunnhölzl, Dafinger, Pfeffer A., Pfeffer M., Sieghart)

## Preis und Verkaufszahlen
| Jahr | Verkaufszahlen | Verkaufszahlen | Preis     | Bemerkung                                                                  |
| Jahr | gesamt         | pro Monat      | Preis     | Bemerkung                                                                  |
| ---- | -------------- | -------------- | --------- | -------------------------------------------------------------------------- |
| 2001 | 17.964         | 2994           | 9,00 DM   | Gültigkeit Mai bis Oktober; Preis entspricht ca. 4,60 Euro                 |
| 2002 | 21.434         | 3572           | 4,50 Euro |                                                                            |
| 2003 | 22.986         | 3831           | 4,50 Euro |                                                                            |
| 2004 | 24.376         | 4063           | 4,50 Euro |                                                                            |
| 2005 | 51.155         | 4263           | 4,50 Euro | Ausweitung auf ganzjährige Gültigkeit                                      |
| 2006 | 37.604         | 3134           | 5,00 Euro |                                                                            |
| 2007 | 37.764         | 3147           | 6,00 Euro |                                                                            |
| 2008 | 36.781         | 3065           | 7,00 Euro |                                                                            |
| 2009 |                |                | 7,00 Euro | Einführung kostenloser Igelbusnutzung in einzelnen Gemeinden               |
| 2010 |                |                | 7,00 Euro | Einführung kostenloser Bus und Bahnnutzung („GUTi“) in einzelnen Gemeinden |